# دانشکده فیزیک دانشگاه تبریز
دانشکدهٔ فیزیک یکی از دانشکده‌های دانشگاه تبریز است. این دانشکده در سال ۱۳۷۴ خورشیدی از دانشکدهٔ علوم مستقل و راه‌اندازی شده‌است.با ادغام پژوهشکده فیزیک کاربردی و ستاره شناسی در دانشکده فیزیک، حوزه فعالیت این دانشکده گسترش پیدا کرد. شمار اعضای هیئت علمی دانشکدهٔ فیزیک 39 نفر می‌باشد که از این تعداد 12 نفر در گروه فیزیک ماده چگال ، 8 نفر در گروه فیزیک و اخترفیزیک ، 7 نفر در گروه فیزیک اپتیک و لیزر ، 4 نفر در گروه فیزیک هسته ای و 8 نفر در گروه فیزیک . فناوری پلاسما مشغول فعالیت هستند.

## پیشینه
دانشکدهٔ فیزیک از سال ۱۳۳۹ خورشیدی فعالیت‌های آموزشی خود را تحت عنوان گروه فیزیک در دانشکدهٔ علوم آغاز نمود. در سال ۱۳۷۴ خورشیدی گروه آموزشی فیزیک به دانشکدهٔ فیزیک تبدیل شد و چهار گروه آموزشی اخترفیزیک و فیزیک هسته‌ای، فیزیک اتمی و مولکولی، فیزیک حالت جامد و الکترونیک و فیزیک نظری در این دانشکده ایجاد و راه‌اندازی شدند. این دانشکده هم‌اکنون در مقاطع تحصیلی کارشناسی، کارشناسی ارشد و دکتری دانشجو می‌پذیرد.

## گروه‌های آموزشی
دانشکدهٔ فیزیک در ۵ گروه آموزشی دانشجو می‌پذیرد:
- گروه فیزیک ماده چگال
- گروه فیزیک نظری و اختر فیزیک
- گروه فیزیک اپتیک و لیزر
- گروه فیزیک هسته ای
- گروه فیزیک و فناوری پلاسما

## رشته گرایشهای موجود در دانشکده فیزیک تبریز
کارشناسی : فیزیک ، فیزیک مهندسی
کارشناسی ارشد : فناوری پلاسما ، نانو فیزیک ، فوتونیک ، فیزیک - فیزیک ماده چگال ، فیزیک - فیزیک هسته ای ، فیزیک - نجوم و اختر فیزیک فیزیک - گرانش و کیهان شناسی ، فیزیک - اپتیک و لیزر ، فیزیک - فیزیک پلاسما ، فیزیک - ذرات بنیادی و نظریه میدان ها
دکتری تخصصی :
مهندسی پلاسما ، فوتونیک ، فیزیک - فیزیک هسته ای ، فیزیک - اپتیک و لیزر ، فیزیک - فیزیک پلاسما ، فیزیک - فیزیک ماده چگالفیزیک - نجوم و اختر فیزیک ، فیزیک - گرانش و کیهان شناسی ، فیزیک - ذرات بنیادی و نظریه میدان ها ، علوم و فناوری نانو-نانو فیزیک-نانو ساختارها ، علوم و فناوری نانو-نانو فیزیک-نانو فوتونیک

## نگارخانه
استادان بازنشسته دانشکده فیزیک دانشگاه تبریز

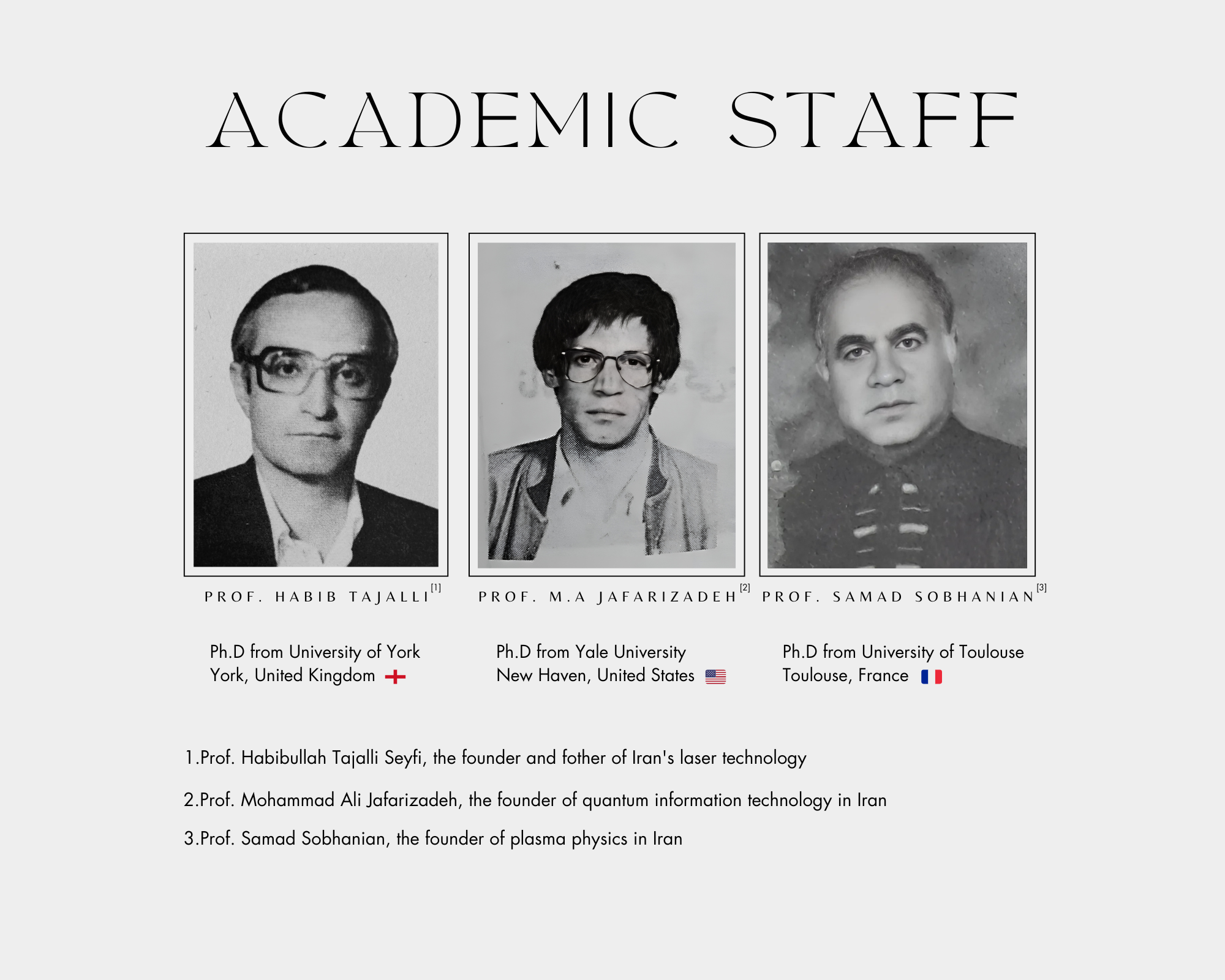
از راست :  صمد سبحانیان بنیان‌گذار رشته ی فیزیک پلاسما در ایران،  محمد علی جعفری زاده بنیان‌گذار رشته اطلاعات کوانتومی در ایران ،  حبیب الله تجلی بنیان‌گذار رشته لیزر و فوتونیک ایران
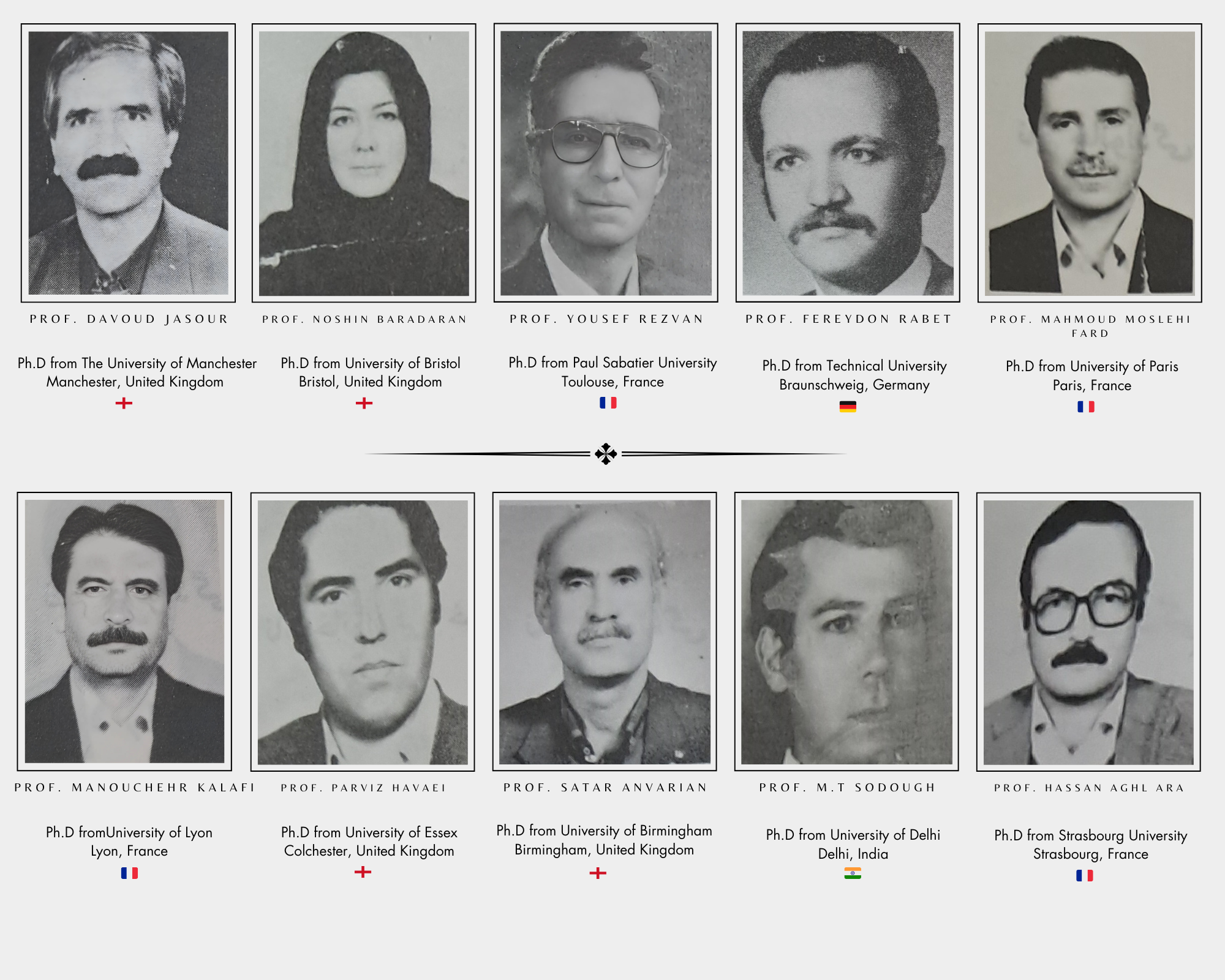
اعضای بازنشسته هیئت علمی فیزیک دانشگاه تبریز
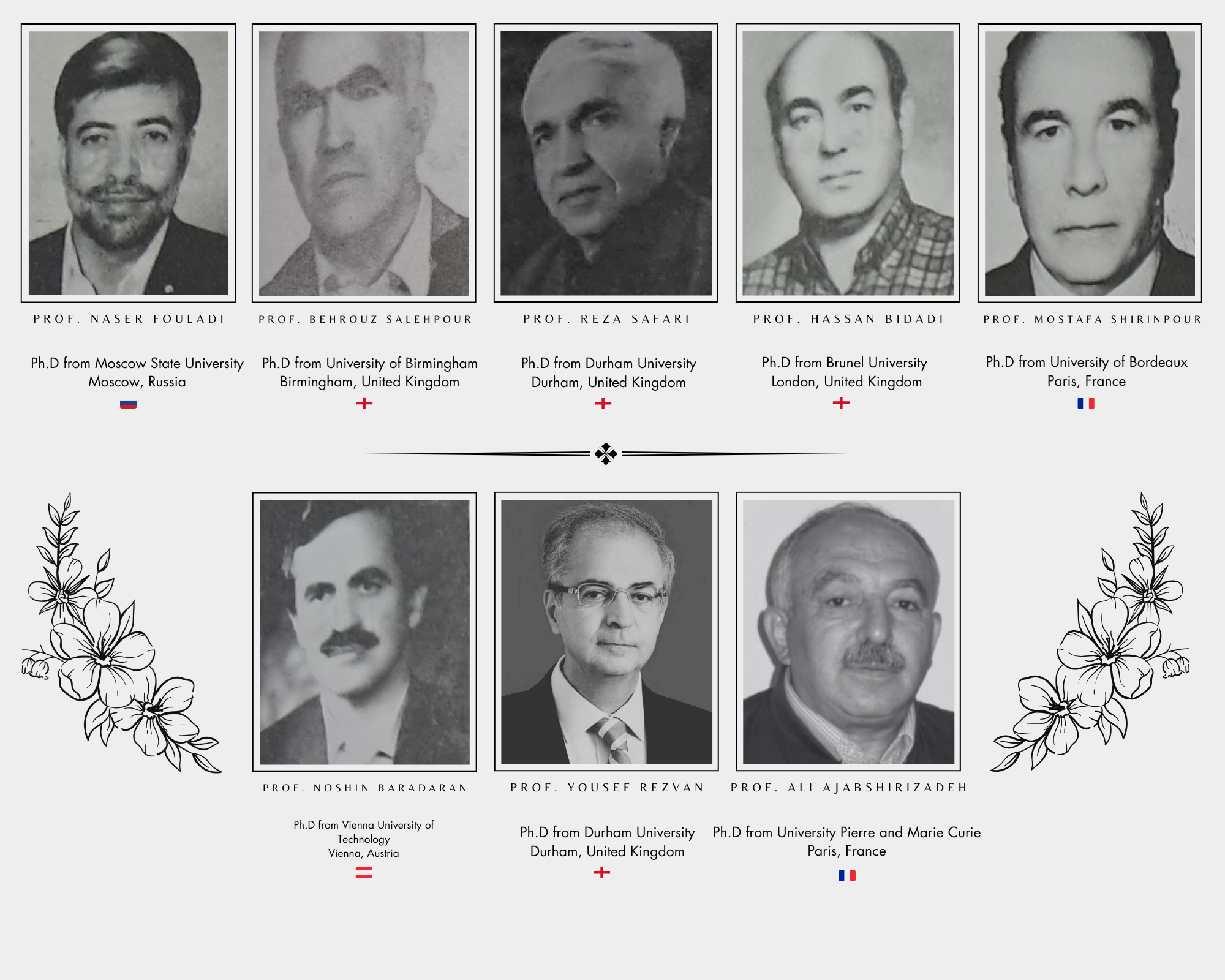
اعضای بازنشسته هیئت علمی فیزیک دانشگاه تبریز